# ميكايل سياني

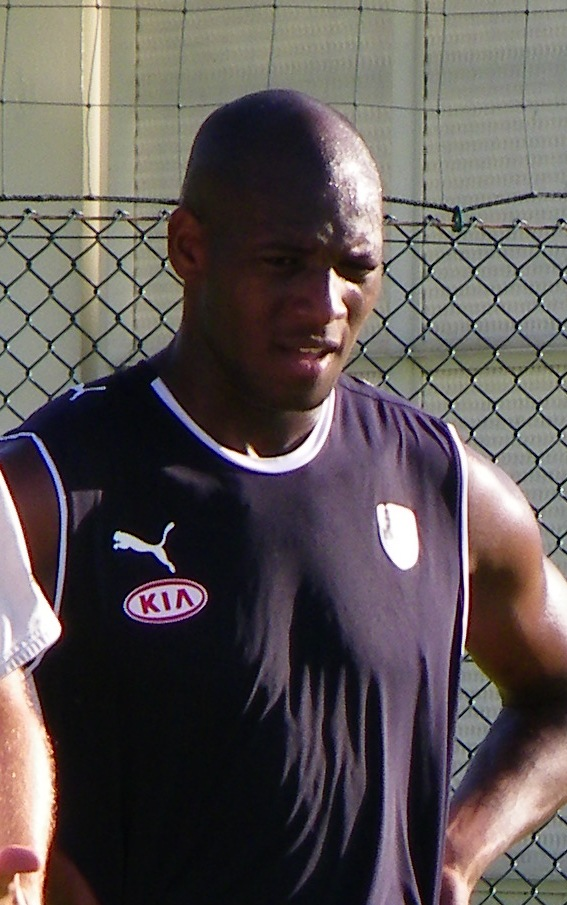

مايكل تشاني (بالفرنسية: Michaël Ciani)‏ (مواليد 6 أبريل 1984 في باريس - فرنسا) لاعب كرة قدم فرنسي يلعب حاليا لصالح نادي الدرجة الأولى بوردو الفرنسي منذ 2009 في مركز قلب الدفاع .

## روابط خارجية
- ميكايل سياني على موقع الاتحاد الأوربي (الإنجليزية)
- ميكايل سياني على موقع رابطة كرة القدم الفرنسية للمحترفين (الإنجليزية)
- ميكايل سياني على موقع الدوري الأمريكي (الإنجليزية)
- ميكايل سياني على موقع قاعدة بيانات كرة القدم.إي يو (الإنجليزية)
- ميكايل سياني على موقع ليكيب (الفرنسية)
- ميكايل سياني على موقع ناشيونال فوتبول تيمز (الإنجليزية)
- ميكايل سياني على موقع Soccerbase.com (لاعب) (الإنجليزية)
- ميكايل سياني على موقع Soccerway.com (الإنجليزية)
- ميكايل سياني على موقع عالم كرة القدم.نت (الإنجليزية)
- ميكايل سياني على موقع AS.com (الإسبانية)